# Dora Brilliant

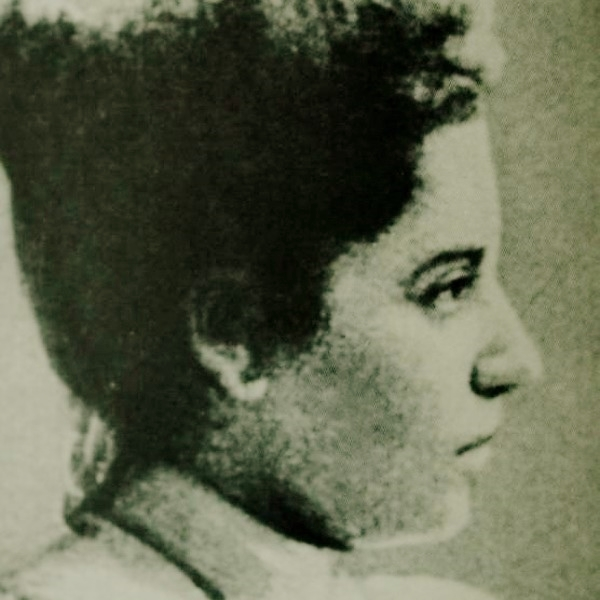
Dora Brilliant

Dora Brilliant (russisch Дора Владимировна (Вульфовна) Бриллиант, Transkription Dora Wladimirowna (Wulfowna) Brilliant, wiss. Transliteration Dora Vladimirovna (Vul'fovna) Brilliant; * 1879 oder 1880 in Cherson, Russisches Kaiserreich, heute Ukraine; † Oktober 1907 in Sankt Petersburg) war eine russische Revolutionärin und Mitglied der Partei der Sozialrevolutionäre.

## Leben
Dora Wladimirowna (Wulfowna) Brilliant (verehelichte Tschirkowa) wurde 1879 oder 1880 in einer jüdischen Kaufmannsfamilie in Cherson geboren. Sie besuchte das Gymnasium in Cherson, dann Hebammenkurse an der Universität von Jur'ew. Im Jahre 1902 trat sie in die russische Partei der Sozialrevolutionäre (PSR) ein und wurde zunächst Mitglied des Kiewer Komitees, dann der sogenannten Kampforganisation. So erinnerte sich Boris Wiktorowitsch Sawinkow an sie:

„Damals machte ich in Kiev auch die Bekanntschaft von Dora Brilliant. Dora Vladimirovna Brilliant war durch Pokotilov, der sie noch aus Poltava kannte, für die Kampfarbeit empfohlen worden. Dora Brilliant fand ich in der Žiljanskajastraße, in einem Studentenzimmer. Sie steckte bis zum Hals in den Arbeiten des Lokalkomitees, und ihr Zimmer war jede Minute voll von Genossen, die in konspirativen Angelegenheiten kamen und gingen. Klein gewachsen, mit schwarzen Haaren und riesigen, ebenso schwarzen Augen, erschien mir Dora Brilliant schon von unserer ersten Begegnung an als ein Mensch, der fanatisch der Revolution ergeben ist. Sie träumte schon lange davon, die Art ihrer Tätigkeit zu ändern und von der Komiteearbeit zur Kampfarbeit überzugehen. Ihr ganzes Benehmen, der aus jedem Worte hervortretende Wille, im Terror zu arbeiten, überzeugte mich davon, daß die Organisation in ihrer Person eine wertvolle und ergebene Mitarbeiterin erwerben würde.“

Am 15. Julijul. / 28. Juli 1904greg. war sie in Sankt Petersburg an der Ermordung des russischen Innenministers Wjatscheslaw Konstantinowitsch von Plehwe beteiligt (wie auch Praskowja Iwanowskaja), am 4. Februarjul. / 17. Februar 1905greg. in Moskau an jener des Großfürsten Sergei Alexandrowitsch Romanow. Anfang Dezember 1905 wurde Dora Brilliant in Sankt Petersburg verhaftet, im Oktober 1907 starb sie psychisch erkrankt in der Peter-und-Paul-Festung.